# Günnemoor
Koordinaten: 53° 16′ 46,9″ N, 8° 54′ 39,7″ O

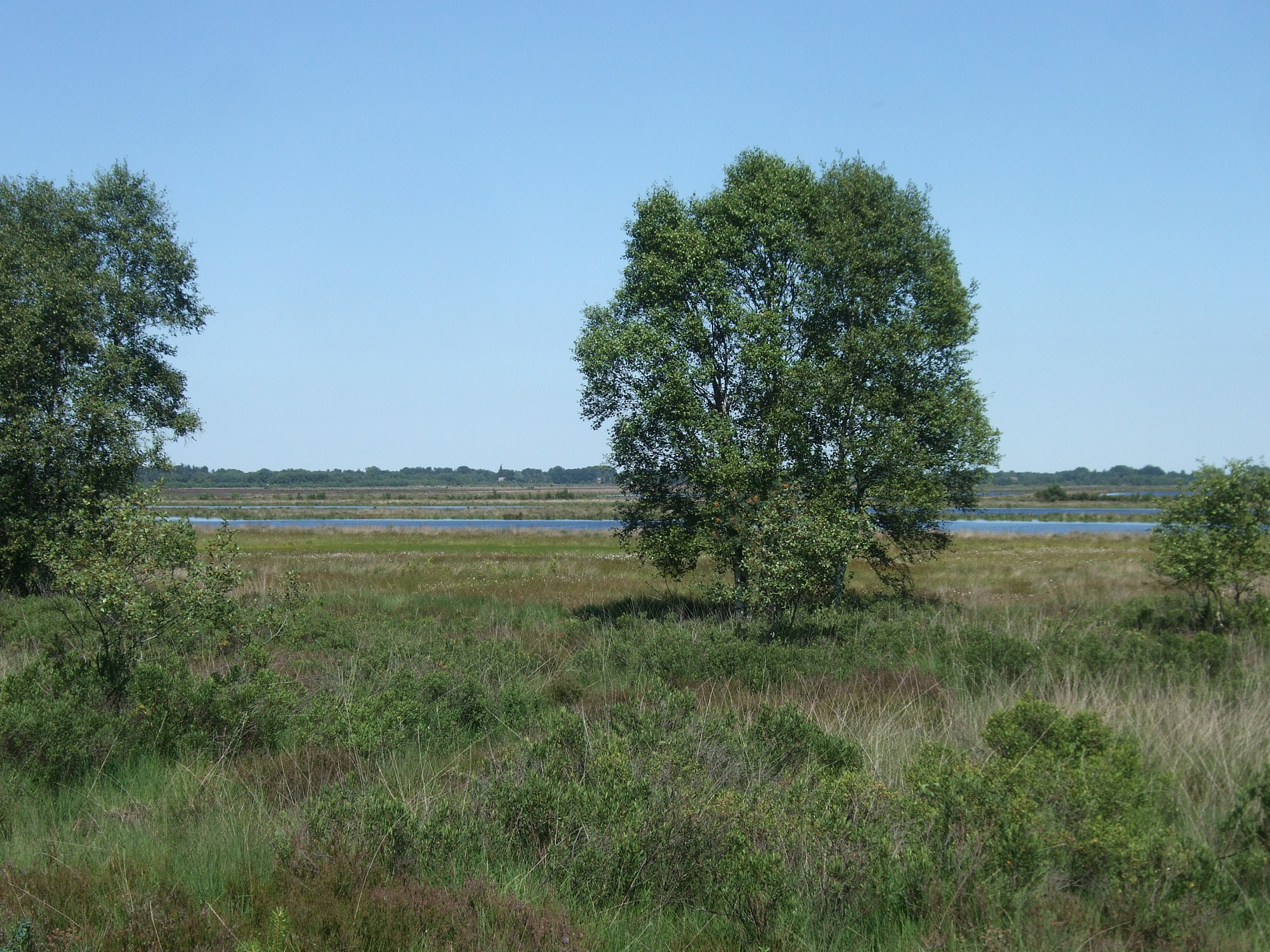

Das Günnemoor ist ein Hochmoor im Landkreis Osterholz im nördlichen Niedersachsen. Seit Ende der 1980er Jahre gab es Konflikte über den industriellen Torfabbau in dem Moor.
Das Günnemoor liegt zwischen den Ortschaften Teufelsmoor, Bornreihe und Verlüßmoor, knapp 10 km nördlich von Worpswede. Im Günnemoor lag der Kern des Teufelsmoorkomplexes westlich der Hamme. Das Alter des Günnemoors wird auf etwa 5000 Jahre geschätzt. Seine Torfmächtigkeit betrug zu Anfang des 20. Jahrhunderts über 9,50 m. Zum Günnemoor gehören Moorheiden, Drachenwurz- und Gagelbestände sowie – als Sekundärbiotope – Birkenwälder, Pfeifengraswiesen und inzwischen wiedervernässte Torfabbauflächen mit Torfmoosen und Rundblättrigem Sonnentau. Das Moor dient als Brutgebiet und Raststätte für den Kranich. Auch die Kreuzotter kommt dort noch vor. Das Günnemoor war früher ein Brutgebiet von Birkhuhn und Goldregenpfeifer; diese Charaktervögel der Hochmoore verschwanden aber im Laufe der Zeit, nachdem das Moor ab Anfang 1920 industriell abgetorft wurde.

## Status
Dank der großflächigen Wiedervernässung konnte der Kranich als Zugvogel wieder angesiedelt werden. Das Günnemoor ist Rastgebiet großer Kranichzüge im Herbst und im Frühjahr. Ein Wanderweg führt entlang des westlichen Randes des Torfabbaugebiets. Dieser Weg ist nur von April bis September begehbar und somit in der Zugperiode der Kraniche und Wildgänse gesperrt. Die Finanzierung eines geplanten Aussichtsturms ist wegen anderer Vorhaben bisher nicht gesichert.
Das Moor ist Bestandteil des im April 2017 ausgewiesenen Naturschutzgebietes „Teufelsmoor“.

## Historie
Nach bäuerlicher Torfwirtschaft seit der Moorkolonisierung unter Findorff wurde ab 1920 durch die Kreistorfwerk Teufelsmoor industriell Torf im Sodenstechverfahren abgebaut. Nach 1980 wurde im Gebiet des Günnemoors durch die TURBA Torfindustrie mit großen Baumaschinen und mit tiefgreifender Entwässerung weiter Torf abgebaut, jetzt im Frästorfverfahren.
2003 stellte die TURBA einen Erweiterungsantrag auf Abtorfung. Betroffen wären danach weitere 250 Hektar Moor, die an das bisherige Abbaugebiet angrenzen. Im Herbst 2010 wurde im Entwurf des Landes-Raumordnungsprogramm eine 20 ha große, bisherige Heidelbeerplantage und Flurstücke in direkter Nachbarschaft zu den renaturierten Abbauflächen als Vorranggebiet für den Torfabbau ausgewiesen. Dagegen wandten sich neben den Naturschutzverbänden auch mehrere Gebietskörperschaften, wie die Stadt Osterholz-Scharmbeck und der Landkreis Osterholz. 2011 sprach sich der damalige Umweltminister von Niedersachsen, Hans-Heinrich Sander gegen weiteren Torfabbau im Bereich des Teufelsmoors aus.
Nach Verstößen gegen Auflagen der Genehmigung und Protesten von Naturschutzverbänden wurde 1998 zwischen dem Landkreis Osterholz und dem Abbauunternehmen ein Vertrag über die teilweise Wiedervernässung und eine Beendigung des Abbaus bis 2013 abgeschlossen. 2014 endete der Abbau durch die Firma TURBA. Sie führte im Anschluss Renaturierungsmaßnahmen des Gebietes durch. In großen Teilen erfolgte eine Wiedervernässung.

## Trivia
Ein literarisches Denkmal hat der Schriftsteller Manfred Hausmann dem Moor mit dem kurzen Gedicht „Im Günnemoor“ gesetzt.